# Singe-araignée à joues blanches
Ateles marginatus · Singe-araignée à joues blanches
Espèce
Statut de conservation UICN

 EN  : En danger
Le Singe-araignée à joues blanches (Ateles marginatus) est un singe du Nouveau Monde de la famille des atélidés qui vit en Amérique du Sud.